# Smörkräm
Smörkräm är en sorts fyllning i bakelser. Den består av socker, äggula och smör.

## Framställning
Man vispar ned en varm sockerlag i rumstempererat smör. Sedan smaksätter man, exempelvis med starkt kaffe (mockakräm), kakao (chokladsmörkräm), vaniljsocker, finstött nougat eller citron. 

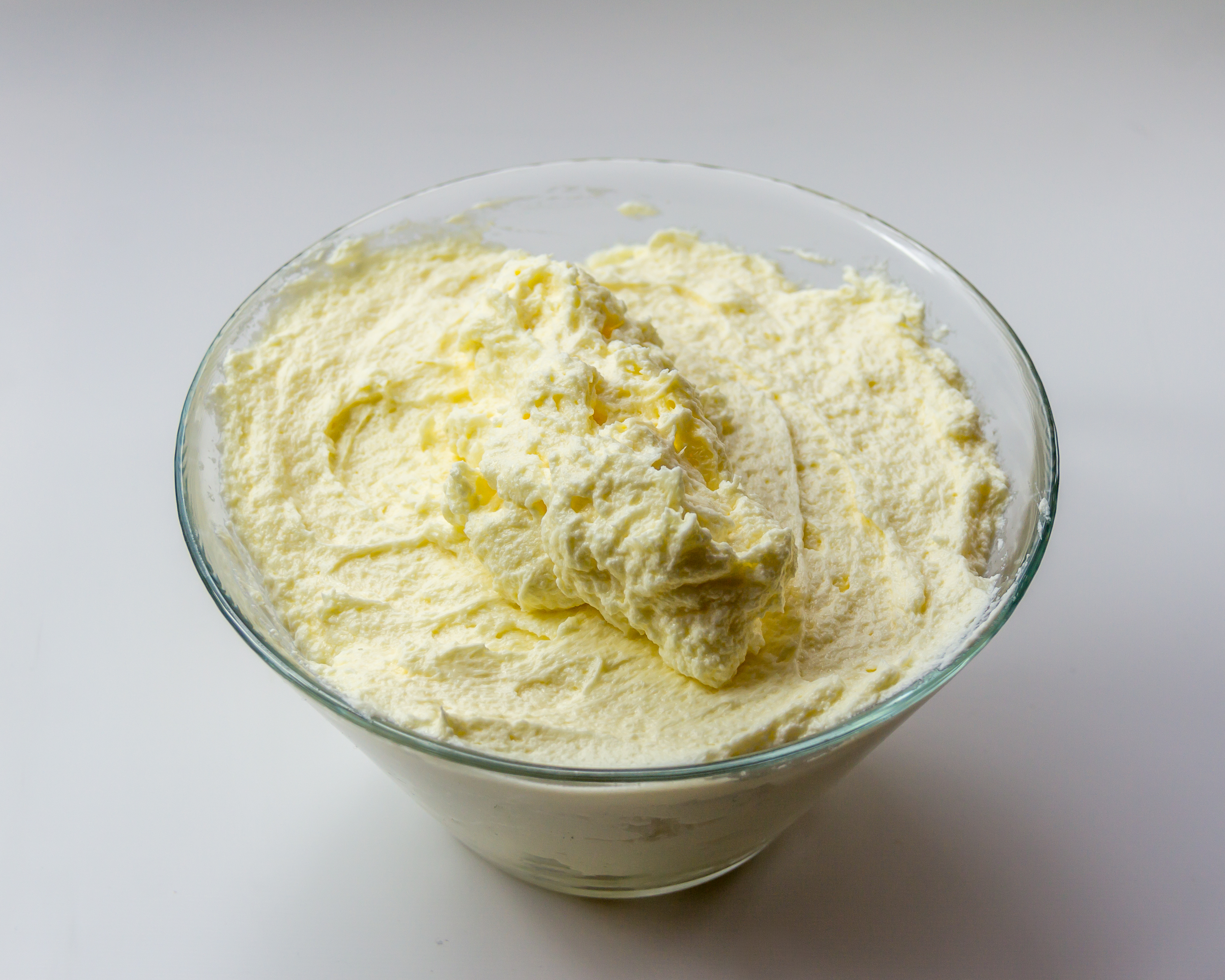
Smörkräm.
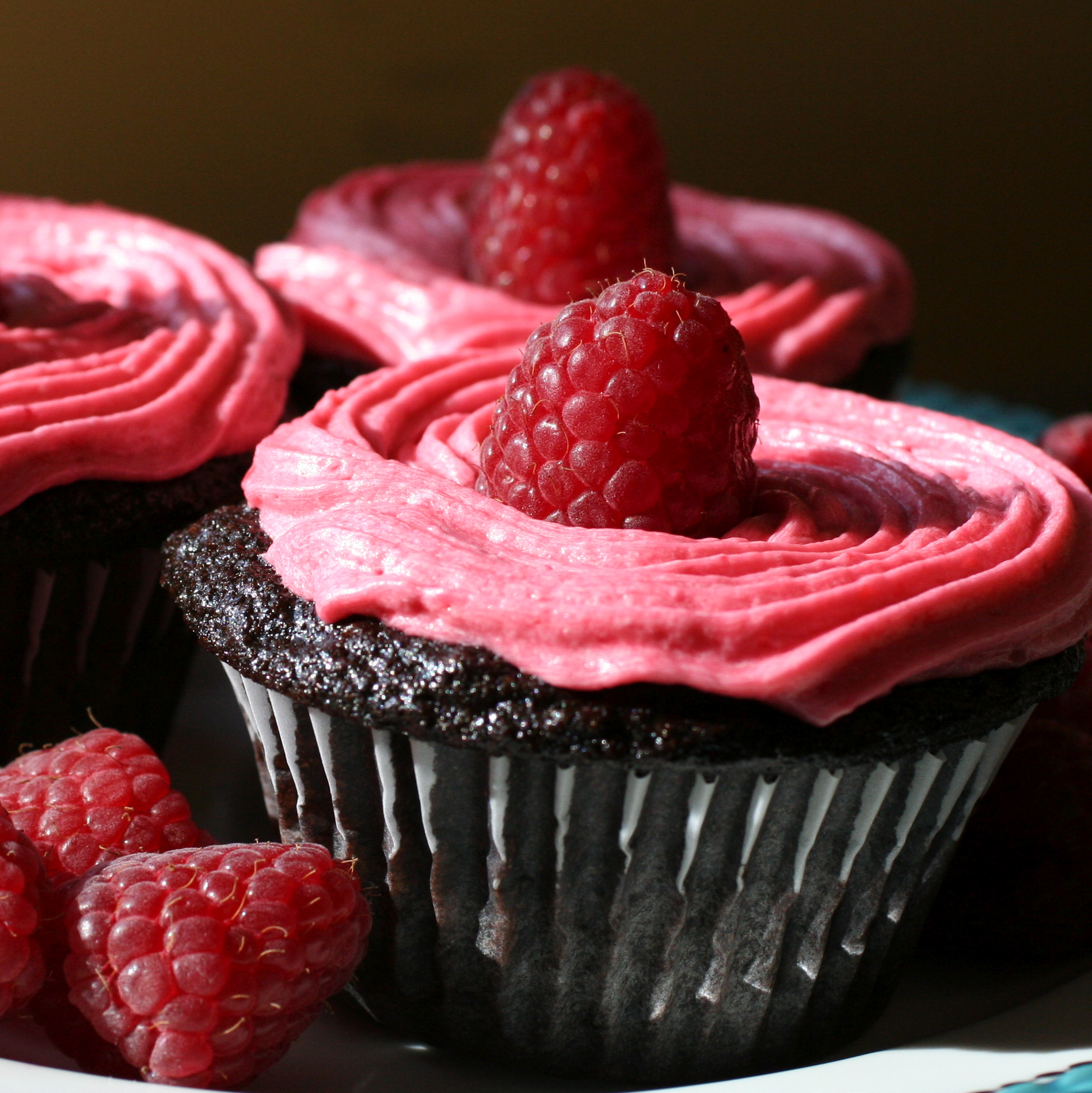
Smörkräm.
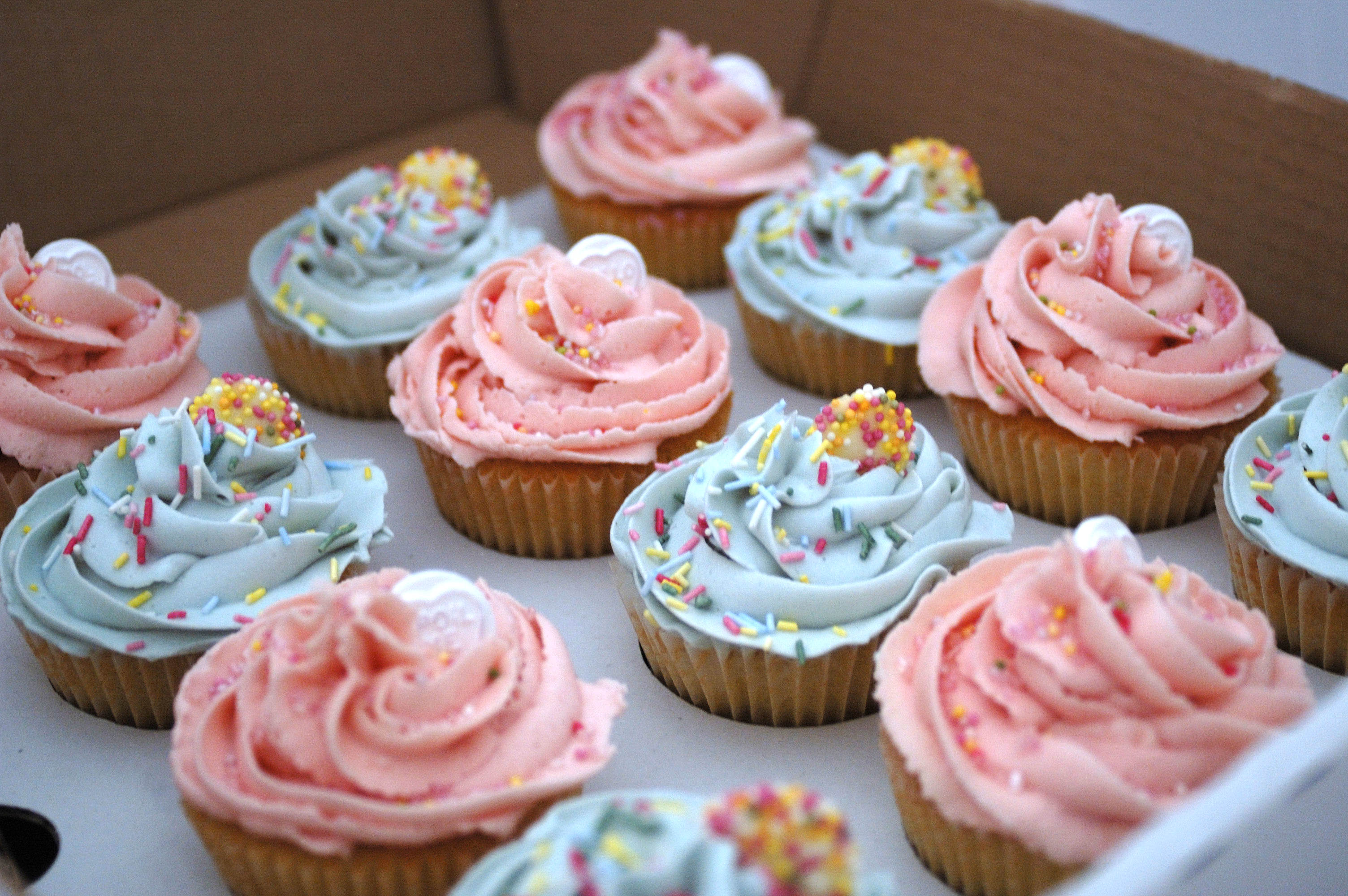
Smörkräm.
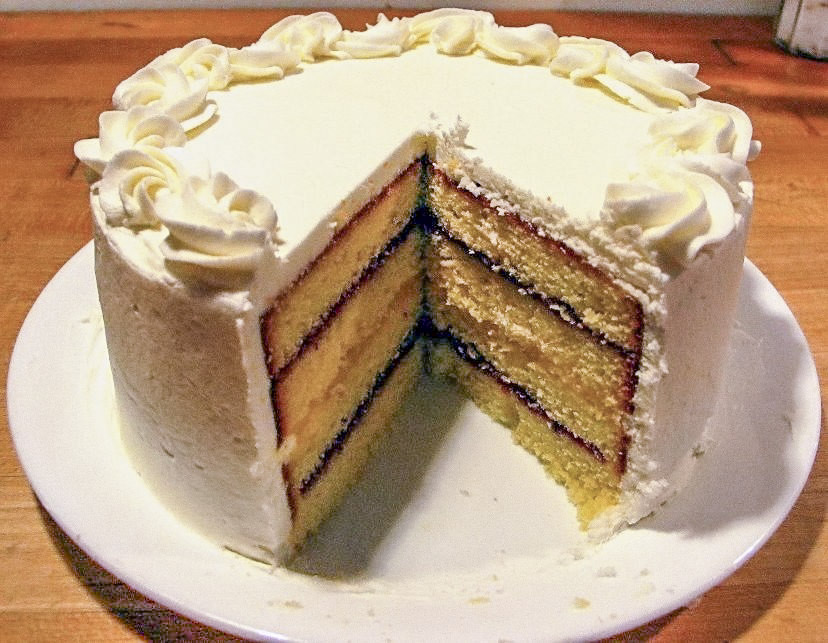
Smörkräm.
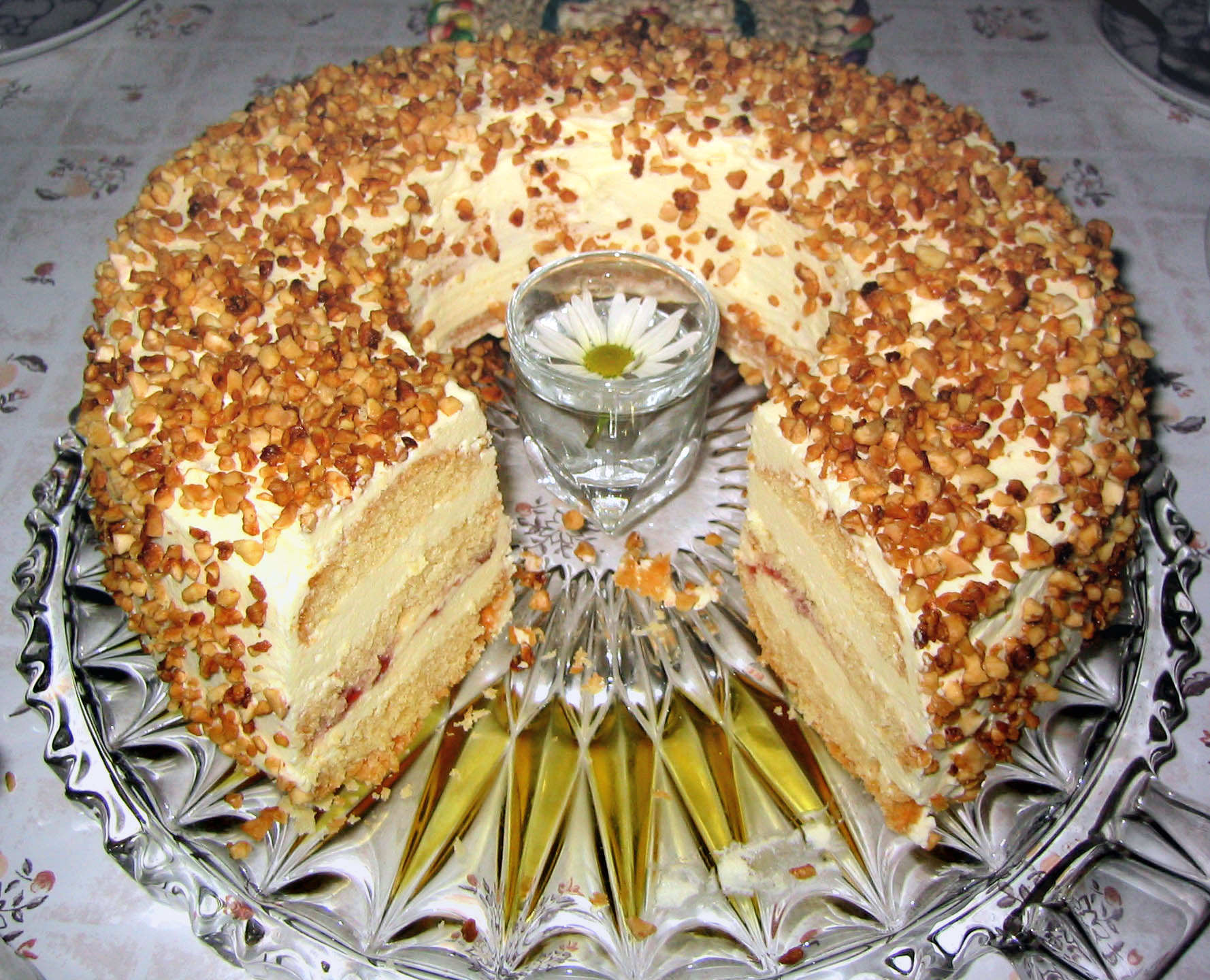
Frankfurter Kranz.

## Källhänvisningar
1. ↑  "smörkräm". NE.se. Läst 11 november 2014.